# Еуријанаса
Еуријанаса је у грчкој митологији било име више личности.

## Етимологија
Име Еуријанаса значи „краљица која широм влада“.

## Митологија
1. Била је кћерка речног бога Пактола и једна од могућих Танталових супруга, са којим је имала Пелопа, Ниобу и Бротеја. Она је тражила свог сина Пелопа када је био узнесен до Олимпа. Она то није знала, јер је од слугу чула да га је отац скувао у казану. Због овакве верзије приче која је постојала у Лидији, нису веровали да је исти Пелоп који је тако трагично завршио живот исти онај који је наследио Тантала.[1] Њу је помињао Плутарх.[2]
2. Према Хесиоду, била је Хиперфантова кћерка, која је са Минијом имала кћерку Климену.[2]